# فصال القعود
الشيخ فصال ريكان القعود النمراوي (توفي 25 يونيو 2007)، المعروف أيضا باسم فصال القعود، كان حاكم الأنبار، وعراقي مسلم سني وحليف مهم للولايات المتحدة. لقد شغل منصب حاكم مؤقت للمقاطعة من يوليو 2004 إلى يناير 2005.
ساعد فصال القعود في تشكيل مجموعة شاملة من شيوخ العشائر تسمى مجلس إنقاذ الأنبار. كان هدف المنظمة التحالف مع القوات الأمريكية ضد متمردي القاعدة في المناطق السنية في العراق، مثل الأنبار. لقد تمزق المجلس للأسف بسبب الاقتتال الداخلي.
قُتل القعود في 25 يونيو 2007، في تفجير انتحاري في فندق المنصور في بغداد مع 11 آخرين. لقد كان ستة من القتلى، بمن فيهم القعود، أعضاءًا في مجلس إنقاذ الأنبار، والذين كانوا يجتمعون في الفندق في ذلك الوقت. يعتقد المحققون أن قادة القبائل السنية كانوا هم المستهدفين. كما أدى الانفجار إلى مقتل رحيم المالكي، وهو شاعر ومنتج تلفزيوني عراقي بارز في قناة العراقية.

## روابط خارجية
- خدمة مكلاتشي للصحف: مقتل حليف للولايات المتحدة في العراق
- واشنطن بوست: انفجار بغداد يستهدف زعماء القبائل السنية (تم الوصول إليه في 14 سبتمبر 2007)